# 658-й штурмовой авиационный полк
658-й штурмовой авиационный Седлецкий ордена Александра Невского полк, он же до лета 1943 года 658-й ночной бомбардировочный авиационный полк— воинская часть вооружённых сил СССР в Великой Отечественной войне.

## История
Сформирован в ноябре 1941 года в Среднеазиатском военном округе на базе Ташкентской (Кременчугской) школы стрелков-бомбардиров как ночной бомбардировочный полк, имея на вооружении самолёты Р-Z.
В составе действующей армии как 658-й ночной бомбардировочный авиационный полк с 22 декабря 1941 по 20 декабря 1942, как 658-й штурмовой авиационный полк с 31 июля 1943 по 18 сентября 1944 года.
В конце декабря 1941 года поступил в распоряжение командования 2-й ударной армии (позднее передан в 59-ю армию), базируясь на аэродроме на аэродроме Шебенец участвует в Любанской операции, действует до июля 1942 года в районе Чудово, Любани, Спасской Полисти, производя ночные бомбардировки, а также снабжая с воздуха окружённую 2-ю ударную армию и вывозя оттуда раненых. С июля 1942 года и до конца года действует в основном в интересах 4-й армии в районе киришского и грузинского плацдармов.
В последние дни 1942 года выведен на переформирование, к лету 1943 года переобучен, вооружён самолётами Ил-2 и переформирован в штурмовой полк.
В первые дни августа 1943 года начал боевую деятельность на Брянском фронте, действует в районах Карачев — Брянск, в течение августа-сентября 1943 года несёт большие потери в лётном составе. В сентябре 1943 года Брянской операции наносит удары в районах Брянск — Унеча — Клинцы.
В октябре 1943 года переброшен севернее, к Невелю, в первой половине 1944 года базируется на аэродроме Чупрово Невельского района, наносит удары в нынешних Новосокольническом, Себежском, Пушкиногорском районах, аэродрому Идрица.
В преддверии Белорусской операции перебазирован, действует в районах Бобруйск, Слуцк, Барановичи, Брест. Вышел на подступы к Варшаве, так 25 августа 1944 года проводит массированный (17-ю самолётами) налёт в район Вышкува.
18 сентября 1944 года передан в Войска Польского и переформирован в 6-й штурмовой авиационный полк Войска Польского. На тот момент в полку оставалось только шесть лётчиков.

## Подчинение
| Дата            | Фронт (округ)                                              | Армия                | Корпус                            | Дивизия                                        | Примечания |
| --------------- | ---------------------------------------------------------- | -------------------- | --------------------------------- | ---------------------------------------------- | ---------- |
| 01.01.1942 года | -                                                          | -                    | -                                 | -                                              | нет данных |
| 01.02.1942 года | Волховский фронт                                           | 2-я ударная армия    | -                                 | -                                              | -          |
| 01.03.1942 года | Волховский фронт                                           | 59-я армия           | -                                 | -                                              | -          |
| 01.04.1942 года | Волховский фронт                                           | 59-я армия           | -                                 | -                                              | -          |
| 01.05.1942 года | Ленинградский фронт (Группа войск Волховского направления) | 59-я армия           | -                                 | -                                              | -          |
| 01.06.1942 года | Ленинградский фронт (Волховская группа войск)              | 59-я армия           | -                                 | -                                              | -          |
| 01.07.1942 года | Волховский фронт                                           | 59-я армия           | -                                 | -                                              | -          |
| 01.08.1942 года | Волховский фронт                                           | 4-я армия            | -                                 | -                                              | -          |
| 01.09.1942 года | Волховский фронт                                           | 14-я воздушная армия | -                                 | -                                              | -          |
| 01.10.1942 года | Волховский фронт                                           | 14-я воздушная армия | -                                 | -                                              | -          |
| 01.11.1942 года | Волховский фронт                                           | 14-я воздушная армия | -                                 | -                                              | -          |
| 01.12.1942 года | Волховский фронт                                           | 14-я воздушная армия | -                                 | -                                              | -          |
| 01.01.1943 года | Резерв Ставки ВГК                                          | -                    | -                                 | -                                              | -          |
| 01.02.1943 года | Приволжский военный округ                                  | -                    | -                                 | -                                              | -          |
| 01.03.1943 года | Приволжский военный округ                                  | -                    | -                                 | -                                              | -          |
| 01.04.1943 года | Приволжский военный округ                                  | -                    | -                                 | -                                              | -          |
| 01.05.1943 года | Приволжский военный округ                                  | -                    | -                                 | -                                              | -          |
| 01.06.1943 года | Приволжский военный округ                                  | -                    | -                                 | -                                              | -          |
| 01.07.1943 года | Приволжский военный округ                                  | -                    | -                                 | -                                              | -          |
| 01.08.1943 года | Приволжский военный округ                                  | -                    | -                                 | -                                              | -          |
| 01.09.1943 года | Брянский фронт                                             | 15-я воздушная армия | 11-й смешанный авиационный корпус | -                                              | -          |
| 01.10.1943 года | Брянский фронт                                             | 15-я воздушная армия | 11-й смешанный авиационный корпус | -                                              | -          |
| 01.11.1943 года | 2-й Прибалтийский фронт                                    | 15-я воздушная армия | 11-й смешанный авиационный корпус | -                                              | -          |
| 01.12.1943 года | 2-й Прибалтийский фронт                                    | 15-я воздушная армия | 11-й смешанный авиационный корпус | -                                              | -          |
| 01.01.1944 года | 2-й Прибалтийский фронт                                    | 15-я воздушная армия | 11-й смешанный авиационный корпус | -                                              | -          |
| 01.02.1944 года | 2-й Прибалтийский фронт                                    | 15-я воздушная армия | 11-й смешанный авиационный корпус | -                                              | -          |
| 01.03.1944 года | 2-й Прибалтийский фронт                                    | 15-я воздушная армия | 11-й смешанный авиационный корпус | -                                              | -          |
| 01.04.1944 года | 2-й Прибалтийский фронт                                    | 15-я воздушная армия | 11-й смешанный авиационный корпус | -                                              | -          |
| 01.05.1944 года | 2-й Прибалтийский фронт                                    | 15-я воздушная армия | 11-й смешанный авиационный корпус | -                                              | -          |
| 01.06.1944 года | 2-й Прибалтийский фронт                                    | 15-я воздушная армия | 11-й смешанный авиационный корпус | -                                              | -          |
| 01.07.1944 года | 1-й Белорусский фронт                                      | 16-я воздушная армия | -                                 | 299-я штурмовая авиационная дивизия            | -          |
| 01.08.1944 года | 1-й Белорусский фронт                                      | 16-я воздушная армия | -                                 | 299-я штурмовая авиационная дивизия            | -          |
| 01.09.1944 года | 1-й Белорусский фронт                                      | 16-я воздушная армия | -                                 | 11-я гвардейская штурмовая авиационная дивизия | -          |

## Командиры
- капитан Голуб Евгений Фёдорович (до февраля 1942 г.)
- майор Лукашевич Владимир Владимирович (февраль - июль 1942 г.)
- майор Михеев Владимир Яковлевич (июль - август 1942 г.)
- майор, подполковник Срулик Сергей Онуфриевич (1942 г. - май 1944 г., назначен командиром 289-й штурмовой авиадивизии[2])
- майор, подполковник Вийк Эдуард Вильямович (с 30.05.1944 г.[3])

## Штаб полка
Начальник штаба:
- майор Михеев Владимир Яковлевич (с 11.03.1942 г.[4])

Помощник начальника штаба - начальник связи полка:
- старший лейтенант Наумов Иван Иванович (с 31.07.1943 г.[5])

## Награды и наименования
| Награда (наименование)            | Дата       | За что получена |
| --------------------------------- | ---------- | --- |
| Почётное наименование «Седлецкий» | 12.08.1944 | |
| Орден Александра Невского         | 31.10.1944 | За образцовое выполнение заданий командования в боях с немецкими захватчиками, за овладение крепостью Прага и проявленные при этом доблесть и мужество |

## Благодарности Верховного Главнокомандующего
Верховным Главнокомандующим в составе дивизии объявлены благодарности:
- За прорыв обороны немцев на бобруйском направлении, юго-западнее города Жлобин и севернее города Рогачев[8].
- За отличие в боях при овладении городом и крупной железнодорожной станцией Бобруйск — важным узлом коммуникаций и мощным опорным пунктом обороны немцев, прикрывающим направления на Минск и Барановичи[9].
- За отличия в боях при прорыве сильно укрепленной обороны противника и продвижении вперед, занятии более 400 населенных пунктов, в том числе крупных населенных пунктов Ратно, Малорыта, Любомль, Опалин и при выходе к реке Западный Буг[10].
- За отличие в боях при овладении городами Седлец, Миньск-Мазовецки и Луков — мощными опорными пунктами обороны немцев на подступах к Варшаве[11].